# Bernd Jakubowski
Bernd Jakubowski (ur. 10 grudnia 1952 w Rostocku, zm. 25 lipca 2007 w Dreźnie) – piłkarz niemiecki grający na pozycji bramkarza.

## Kariera klubowa
Swoją karierę piłkarską Jakubowski rozpoczął w klubie SC Empor Rostock. W 1965 roku podjął treningi w Hansie Rostock. W 1971 roku awansował do kadry pierwszego zespołu i w sezonie 1971/1972 zadebiutował w jego barwach w DDR-Oberlidze. W Hansie występował do końca sezonu 1976/1977.
Latem 1977 Jakubowski przeszedł do Dynama Drezno. W sezonie 1977/1978 wywalczył z nim mistrzostwo Niemieckiej Republiki Demokratycznej. Wraz z Dynamem zdobył też trzy Puchary Niemieckiej Republiki Demokratycznej w sezonach 1981/1982, 1983/1984 i 1984/1985. W 1986 roku zakończył karierę piłkarską.

## Kariera reprezentacyjna
W 1980 roku Jakubowski został powołany do reprezentacji Niemieckiej Republiki Demokratycznej na Igrzyska Olimpijskie w Moskwie. Na nich zdobył srebrny medal. Ostatecznie w pierwszej reprezentacji NRD nigdy nie zadebiutował.